# Zulutrade
ZuluTrade（ズールトーレド/ズールートレード）とは外国為替証拠金取引向けのサービスとそのサービスを提供する会社の名称である。ギリシャのアテネを中心とし、世界中でサービスを提供しており米国で、会社は商品先物取引委員会、全米先物協会のメンバーのIB（イントロデュースィング・ブローカー）として登録されている。また2014年9月より日本国内でも日本の投資助言・代理業登録業者として登録されているマーケットクルー投資顧問株式会社を子会社化しZuluTrade Japan株式会社として日本で正式にサービスを開始している。

## 概要
ZuluTradeは外国為替証拠金取引に関するプログラム売買を補助するサービスを提供している。ZuluTradeはP2Pを利用したサービスで、特定の投資家の取引タイミングを希望するユーザー投資家の口座やアカウントに反映させることが可能である。これにより投資に対する知識や経験が少ない者が、プロの投資家と同様の取引が出来るというサービスである。このサービスは日本国内ではミラートレードやコピートレードと呼ばれ、海外ではソーシャルトレードと呼ばれている。尚、同様のサービスにはTradency社のミラートレーダーやe-Toro、Tradioといったサービスが存在する。

## 特徴
外国為替証拠金取引のプログラム売買（自動売買やオートトレード、システムトレードとも呼ばれる）を行う際、従来のサービスでは専用のソフトウェアやプログラム、それらを稼働させるためのVPSサーバーを準備する必要があった。しかしZuluTradeはP2P技術を利用することでパソコンやスマートフォン、タブレット等を利用しウェブブラウザ上で全てを利用することが可能となったのが特徴である。
取引タイミングの信号を発信する投資家をシグナルプロバイダーと呼び、そのシグナルプロバイダーを信号を受け取る側のユーザーは自由に選び追加や削除をすることが可能である。尚、シグナルプロバイダーにはある一定以上の成績や投資の継続性など条件が設けられている一方で、信号発信に対しての報酬が支払われている。
また、1カ月間を通して通算でプラスとなる成績を残せないシグナルプロバイダーには報酬が払われないなど独自のルールにより、その品質の向上を行っている。これにより手数料を目的とし無謀な取引を繰り返すプログラムや、収益が赤字となるプログラムが排除されたり改善される仕組みとなっているのも特徴的である。
ZuluGuard（ズールガード）と呼ばれる独自の資産保護システムを投資しており、リスクマネジメントや資産管理をより簡単に行う事が可能となっている。

## 歴史
2007年　レオン・ヨハイによってギリシャにてZuluTrade社が設立されサービスをスタート。

2014年　日本の企業を子会社化し、ZuluTrade Japan株式会社として日本の投資顧問・助言業として登録をしサービスをスタート。